# De slavenring
De slavenring is een historische jeugdroman die geschreven door Simone van der Vlugt en in 2003 gepubliceerd. De slavenring was Simone haar 25ste boek, ze heeft er geen prijzen mee gewonnen, maar wel een keer genormeerd geweest voor een prijs van de jeugdjury in 2005.

## Het verhaal
Folkrad is een zeventienjarige jongen die in de eerste eeuw na Christus leeft. Hij is de zoon van een stamhoofd van de Cananefaten in het Rijnland, dat door de Romeinen is bezet. Ooit zal hij zijn vader opvolgen maar het loopt toch wat anders dan verwacht. Doordat hij twee Romeinen vermoordt, om een meisje van verkrachting te redden, loopt het echter anders. De Romeinen ontdekken natuurlijk meteen als er twee Romeinse soldaten spoorloos verdwijnen en willen wraak. Ze branden daarom de hele nederzetting plat. Folkrad weet als een van de weinigen te ontkomen, maar wordt uiteindelijk toch gevangengenomen en als slaaf verkocht. Hij komt als slaaf terecht in Pompeï. Hij leert Chloë kennen, een jonge, mooie slavin die verkocht is door haar vader, om de herberg te redden. Folkrad heeft een heel goede meester, heer Lucius. Maar als Marcus, de zoon van Lucius, terugkomt uit het Romeinse leger, wordt Folkrad de slaaf van heer Marcus, die heel slecht voor hem zorgt. Als hij een avond Chloë volgt, komt hij erachter dat Marcus haar seksueel mishandelt. Hij wordt zo woest, dat hij Marcus half doodslaat en wurgt. Hier staat de doodstraf op dus vlucht Folkrad. Hij wil terug naar het Rijnland, maar juist dan barst de vulkaan Vesuvius uit.